# 笑える!泣ける!動物スクープ100連発
『笑える!泣ける!動物スクープ100連発』（わらえる!なける!どうぶつスクープ100れんぱつ）は、TBS系列で放送されている動物をメインテーマにした特別番組である。

## 概要
国内外の動物に関する様々な映像を紹介する（主に犬・猫を扱うこと多い）。エンディングで、放送した全てのVTRの中からスタジオゲストの代表1名が“殿堂入り映像”を選出する。また、視聴者からも動物に関する投稿映像を番組ホームページより募っており、採用されると1万円分のQUOカードが進呈される。

## 放送リスト
| 回 | 放送日         | 放送時間（JST）    | ゲスト | 備考 |
| -- | -------------- | ------------------ | --- | --- |
| 1  | 2019年2月27日  | 水曜 20:00 - 21:57 | 北村匠海、陣内智則、壇蜜、中尾明慶、矢田亜希子 | 『水トク!』枠 青森テレビ･山陽放送･中国放送･長崎放送･熊本放送･宮崎放送･南日本放送を除く21局ネットで放送。 青森テレビ、山陽放送、長崎放送は後日振替放送。                   |
| 2  | 2019年7月12日  | 金曜20:00 - 22:54  | 上田竜也、河北麻友子、銀シャリ（鰻和弘、橋本直）、陣内智則、矢田亜希子 | |
| 3  | 2019年9月25日  | 水曜20:00 - 21:57  | IKKO、児嶋一哉（アンジャッシュ）、陣内智則、須田亜香里（SKE48）、福士蒼汰 | IBC岩手放送･テレビ山梨･CBCテレビ･あいテレビ･長崎放送･熊本放送･大分放送･宮崎放送･南日本放送･琉球放送を除く18局ネットで放送。                                               |
| 4  | 2019年11月3日  | 日曜 18:30 - 20:54 | 秋山竜次、陣内智則、中村アン、森崎ウィン、矢田亜希子 | |
| 5  | 2020年1月9日   | 木曜 20:00 - 22:00 | ミキ（亜生、昴生）、佐藤栞里、矢田亜希子、吉村崇、竜星涼 | 『JNNフラッシュニュース』は内包 |
| 6  | 2020年4月23日  | 木曜 19:00 - 21:30 | 上田竜也、河北麻友子、銀シャリ（鰻和弘、橋本直）、矢田亜希子 | ニュースは同上 「特別編」として放送 |
| 7  | 2020年5月3日   | 日曜 18:00 - 20:00 | 陣内智則、本田望結、ミキ（亜生、昴生）、矢田亜希子 | |
| 8  | 2020年6月28日  | 日曜 18:00 - 20:54 | 小峠英二、ぺこぱ(シュウペイ、松陰寺太勇)、本田望結、眞栄田郷敦、めるる | |
| 9  | 2020年7月16日  | 木曜19:00 - 22:00  | 秋山竜次、大村朋宏（トータルテンボス）、尾上松也、鬼頭明里、矢田亜希子、山之内すず | 『JNNフラッシュニュース』は内包 |
| 10 | 2020年10月1日  | 木曜19:00 - 21:00  | 小峠英二、前田敦子、みちょぱ、よしあき | 『JNNフラッシュニュース』は内包 |
| 11 | 2020年10月29日 | 木曜20:00 - 22:00  | 倉科カナ、児嶋一哉、陣内智則、山之内すず、ゆきぽよ | 『JNNフラッシュニュース』は内包 |
| 12 | 2020年12月24日 | 木曜20:00 - 22:57  | 池田美優、IKKO、石井亮次、陣内智則、デヴィ夫人、フワちゃん、ぺこぱ(シュウペイ、松陰寺太勇) | 生放送 |
| 13 | 2021年2月7日   | 日曜 18:30 - 20:54 | 大久保佳代子、菊池風磨（Sexy Zone）、前田敦子、吉村崇、若槻千夏 VTR出演：伊藤智博（LLR）、大西ライオン、サンシャイン池崎                                                                                              | |
| 14 | 2021年2月17日  | 水曜 19:00 - 21:57 | 児嶋一哉、近藤春菜、畠山愛理、マヂカルラブリー（野田クリスタル、村上）、道枝駿佑（なにわ男子／関西ジャニーズJr.） | IBC岩手放送･北陸放送･熊本放送･宮崎放送を除く24局ネットで放送。 テレビユー福島･毎日放送のみ20:00からの2時間短縮版をTBSテレビからの裏送りで放送。                           |
| 15 | 2021年4月1日   | 木曜 19:00 - 22:00 | 磯山さやか、陣内智則、高城れに（ももいろクローバーZ）、見取り図（盛山晋太郎、リリー）、森川葵 VTR出演：板野友美、大西ライオン、大村朋宏（トータルテンボス）、トム・ブラウン（布川ひろき、みちお）、山名文和（アキナ） | |
| 16 | 2021年4月29日  | 木曜20:00 - 22:00  | IKKO、板野友美、おいでやす小田、河合郁人（A.B.C-Z）、立川志らく、山之内すず | |
| 17 | 2021年6月10日  | 木曜20:00 - 22:00  | 佐久間大介（Snow Man）、陣内智則、トリンドル瑠奈、トリンドル玲奈、マヂカルラブリー（野田クリスタル、村上）、若槻千夏 VTR出演：大西ライオン                                                                            | |
| 18 | 2021年7月29日  | 木曜20:00 - 22:00  | フワちゃん、眞栄田郷敦、見取り図（盛山晋太郎、リリー）、峯岸みなみ、矢田亜希子 VTR出演：大西ライオン、さくらまや | |
| 19 | 2021年9月23日  | 木曜20:00 - 22:00  | 朝日奈央、おいでやす小田（おいでやすこが）、具志堅用高、近藤春菜、高橋真麻、錦鯉（長谷川雅紀、渡辺隆）、山名文和（アキナ）                                                                                            | |
| 20 | 2021年10月14日 | 木曜20:00 - 22:00  | 渋谷凪咲（NMB48）、高藤直寿、中岡創一、八乙女光（Hey!Say!JUMP）、矢田亜希子、吉村崇 | |
| 21 | 2021年11月11日 | 木曜 19:00 - 21:00 | 井上咲楽、かなで（3時のヒロイン）、北乃きい、佐久間大介（Snow Man）、宮下草薙、ゆめっち（3時のヒロイン） VTR出演：大西ライオン                                                                                        | |
| 22 | 2021年12月9日  | 木曜20:00 - 22:57  | 磯山さやか、おいでやすこが、風間俊介、鈴木亜美、滝沢カレン、百田夏菜子（ももいろクローバーZ） VTR出演：大西ライオン                                                                                                   | |
| 23 | 2022年1月20日  | 木曜 19:00 - 22:00 | 池田美優、尾形貴弘（パンサー）、小峠英二、藤森慎吾（オリエンタルラジオ）、森田望智、吉村崇 | |
| 24 | 2022年2月1日   | 火曜 19:00 - 20:57 | 貴島明日香、児嶋一哉、澤部佑（ハライチ）、山口もえ | |
| 25 | 2022年3月10日  | 木曜 20:00 - 22:00 | 北乃きい、佐久間大介（Snow Man）、富田鈴花（日向坂46）、マヂカルラブリー（野田クリスタル、村上） | |
| 26 | 2022年3月24日  | 木曜 20:00 - 22:00 | 青山テルマ、アンミカ、木村昴、近藤春菜、錦鯉（長谷川雅紀、渡辺隆）、山名文和（アキナ） | |
| 27 | 2022年6月16日  | 木曜 20:00 - 22:00 | 佐藤栞里、陣内智則、ホラン千秋、見取り図（盛山晋太郎、リリー）、ラランド（サーヤ、ニシダ） | |
| 28 | 2022年9月23日  | 金曜 20:57 - 22:54 | 池田美優、斉藤慎二（ジャングルポケット）、高山一実、村上佳菜子、横尾渉（Kis-My-Ft2） | |
| 29 | 2023年2月9日   | 木曜 20:00 - 21:57 | あの、磯山さやか、狩野英孝、佐久間大介（Snow Man)、さくらまや、陣内智則 | |
| 30 | 2023年3月16日  | 木曜 20:00 - 22:57 | 安斉星来、梅沢富美男、大久保佳代子、錦鯉（長谷川雅紀、渡辺隆）、藤木直人、目黒蓮（Snow Man）、吉田沙保里 | 『JNNフラッシュニュース』を内包 |
| 31 | 2023年4月20日  | 木曜 20:00 - 21:57 | 上川隆也、潮田玲子、陣内智則、天才ピアニスト（竹内知咲、ますみ）、長尾謙杜（なにわ男子）、やす子 | |
| 32 | 2023年6月22日  | 木曜 19:00 - 21:57 | 鬼越トマホーク（金ちゃん、坂井良多）、佐野勇斗（M!LK）、マヂカルラブリー（野田クリスタル、村上）、百田夏菜子（ももいろクローバーZ）、若槻千夏 VTR出演：おばたのお兄さん                                               | |
| 33 | 2023年9月7日   | 木曜 20:00 - 21:57 | 荒川（エルフ）、一ノ瀬ワタル、陣内智則、鈴鹿央士、やす子 | |
| 34 | 2023年12月28日 | 木曜 20:40 - 22:30 | 荒川（エルフ）、Aマッソ（村上、加納）、北村匠海、きつね（大津広次、淡路幸誠）、高島彩、山口もえ | 『TBS人気映像系 3番組合体スペシャル! 衝撃映像100連発& 動物スクープ& 極限ミステリー』 （18:00 - 23:43）に内包                                                              |
| 35 | 2024年2月29日  | 木曜 20:00 - 22:00 | 大久保佳代子、おじゃす、清水宏保、スパイク（松浦志穂、小川暖奈）、高木菜那、マユリカ（阪本、中谷） VTR出演：山名文和（アキナ）                                                                                        | 『JNNフラッシュニュース』を内包 |
| 36 | 2024年3月21日  | 木曜 20:00 - 22:57 | 池田美優、タイムマシーン3号（山本浩司、関太）、野口啓代、RIKU（THE RAMPAGE from EXILE TRIBE） | |
| 37 | 2024年6月20日  | 木曜 20:00 - 22:00 | 井之脇海、さや香（新山、石井）、辻希美、松田元太（Travis Japan）、松村沙友理 | 『JNNフラッシュニュース』を内包 |
| 38 | 2024年7月10日  | 水曜 20:30 - 21:58 | 岩尾望（フットボールアワー）、影山優佳、佐藤大樹（FANTASTICS）、菅沼菜々、なすなかにし（那須晃行、中西茂樹） | 『世界くらべてみたら×動物スクープ100連発』（18:30 - 21:58）として編成 信越放送・CBCテレビ・毎日放送・山陰放送・あいテレビ・RKB毎日放送・熊本放送・南日本放送は非ネット    |
| 39 | 2025年2月19日  | 水曜 19:00 - 20:30 | さや香、陣内智則、ゆうちゃみ、島崎和歌子 VTR出演：石破茂、さくらまや | 『動物スクープ100連発×極限ミステリー』（19:00 - 21:58）として編成。 岩手放送・テレビユー山形・毎日放送・山陽放送・山陰放送・RKB毎日放送・熊本放送・南日本放送は非ネット。 |
| 40 | 2025年4月30日  | 水曜 19:00 - 20:50 | 平愛梨、忠犬立ハチ高、ナジャ・グランディーバ、曽野舜太・吉田仁人（M!LK） | 一部地域は20:00 - 21:00に短縮編集版を放送。 |
| 41 | 2025年6月18日  | 水曜 20:54 - 21:58 | 飯尾和樹（ずん）、菅田愛貴（超ときめき♡宣伝部）、野々村友紀子、バッテリィズ | テレビユー山形・毎日放送・山陽放送・熊本放送・南日本放送・大分放送は非ネット。                                                                                            |

## 出演者
MC
- 博多大吉（博多華丸・大吉）

進行
いずれも、担当の時点ではTBSテレビの現職アナウンサー。
- 伊東楓（番組開始 - 第14回）
- 野村彩也子（第15回 - 第23回・第25回 - 第33回）
- 近藤夏子（第24回）
- 日比麻音子（第34回）
- 御手洗菜々（第35回 - 第37回・第39回・第41回）
- 宇賀神メグ（第38回）
- 吉村恵里子（第40回）

## ネット局
- 本放送を水曜日に実施する場合には、放送枠をローカルセールス枠に編成。この場合には、通常のネット局でも、編成上の事情から臨時非ネット（または後日の遅れネット）で対応することがある。

| 放送対象地域  | 放送局                    | 系列    | 備考       |
| ------------- | ------------------------- | ------- | ---------- |
| 関東広域圏    | TBSテレビ（TBS）          | TBS系列 | 【制作局】 |
| 北海道        | 北海道放送（HBC）         | TBS系列 |            |
| 青森県        | 青森テレビ（ATV）         | TBS系列 |            |
| 岩手県        | IBC岩手放送（IBC）        | TBS系列 |            |
| 宮城県        | 東北放送（tbc）           | TBS系列 |            |
| 山形県        | テレビユー山形（TUY）     | TBS系列 |            |
| 福島県        | テレビユー福島（TUF）     | TBS系列 |            |
| 山梨県        | テレビ山梨（UTY）         | TBS系列 |            |
| 新潟県        | 新潟放送（BSN）           | TBS系列 |            |
| 長野県        | 信越放送（SBC）           | TBS系列 |            |
| 静岡県        | 静岡放送（SBS）           | TBS系列 |            |
| 富山県        | チューリップテレビ（TUT） | TBS系列 |            |
| 石川県        | 北陸放送（MRO）           | TBS系列 |            |
| 中京広域圏    | CBCテレビ（CBC）          | TBS系列 |            |
| 近畿広域圏    | 毎日放送（MBS）           | TBS系列 |            |
| 鳥取県･島根県 | 山陰放送（BSS）           | TBS系列 |            |
| 岡山県･香川県 | RSK山陽放送（RSK）        | TBS系列 |            |
| 広島県        | 中国放送（RCC）           | TBS系列 |            |
| 山口県        | テレビ山口（tys）         | TBS系列 |            |
| 愛媛県        | あいテレビ（itv）         | TBS系列 |            |
| 高知県        | テレビ高知（KUTV）        | TBS系列 |            |
| 福岡県        | RKB毎日放送（rkb）        | TBS系列 |            |
| 長崎県        | 長崎放送（NBC）           | TBS系列 |            |
| 熊本県        | 熊本放送（RKK）           | TBS系列 |            |
| 大分県        | 大分放送（OBS）           | TBS系列 |            |
| 宮崎県        | 宮崎放送（mrt）           | TBS系列 |            |
| 鹿児島県      | 南日本放送（MBC）         | TBS系列 |            |
| 沖縄県        | 琉球放送（RBC）           | TBS系列 |            |

## スタッフ
第17回（2021年7月29日放送分）
- 総合演出：石田昌浩（厨子王）
- ナレーター：垂木勉、皆口裕子
- 構成：安田聡太、ビル坂恵
- リサーチ：K-WORK
- 技術協力：エスパシオ
- CAM：才沢誠二、檀 亮
- VE：石田崇
- 音声：芦田沙織
- 美術協力：フジアール
- 美術プロデューサー：椛田学
- 装飾：藤生由紀
- 大道具：山田祐弥、菅原英一
- 編集：川村真也
- MA：大野夏希
- 音効：西方裕弥
- TK：福田美由紀
- 協力：麒麟スタジオ、DUO Creative Communications、イーノの森Dog Garden
- 猫行動学監修：加隈良枝
- 犬行動学監修：増田宏司
- 衣裳協力：cutis、G-TUNE
- 宣伝：久永洋平（TBSテレビ）、白井可奈子（TBSテレビ）
- 編成：石原隆史（TBSテレビ）、川口佳太（TBSテレビ）
- AD：白藤萌（厨子王/ZPLUS）、江尻知遥（厨子王/ZPLUS）、藤木究亘（ZPLUS）、山内みつば（ZPLUS）、伴場琥太郎（厨子王/ZPLUS）、藤井竜也（厨子王/ZPLUS）
- ディレクター：五位野春花（厨子王/ZPLUS）、徳嶺雄磨（厨子王）
- 演出：藤本俊介（厨子王）
- プロデューサー：高梨織江（ZPLUS）、升田久美（ZPLUS）
- 製作：TBS、ZPLUS